# Stygeonepinae
Sous-famille
Les Stygeonepinae sont une sous-famille fossile d'insectes hétéroptères (punaises) de la famille des Belostomatidae.

## Systématique
Cette sous-famille est considérée comme faisant partie de la famille, toujours existante, des Belosomatidae. Elle a été décrite en 1971 par l'hétéroptériste russe Yuri Alexandrovich Popov (d), à partir du genre fossile †Stygeonepa, contenant l'espèce †S. foersteri. En 1981, Schlüter propose de la déplacer dans les Nepidae, mais sans donner d'arguments. En 1995, une seconde espèce a été décrite dans cette sous-famille, placée dans un genre séparé, †Iberonepa par Martinez-Delclos, Nel & Popov. En 2018, Ribeiro et al. confirment l'appartenance d'Iberonepa aux Belostomatidae, sur la base d'une analyse approfondie de la morphologie et de l'ADN des différents genres connus de Belostomatidae. 

### Liste des genres
Selon BioLib (23 octobre 2022) :
- genre †Iberonepa Martínez-Delclòs & al., 1995
- genre †Stygeonepa Popov, 1971

## Période
Les fossiles retrouvés de †Stygeonepinae sont datés, pour les plus anciens, de la fin du  Jurassique supérieur (Tithonien, entre −150 et −145 millions d'années), et pour les plus récents, du Crétacé inférieur (Barrémien, entre −129 et −125 millions d'années).   

## Localisations
Les fossiles de †Stygeonepa foersteri ont été trouvés dans le Jura, dans le site de Solnhofen dans de l'argile lithifiée (lacustrine). Ceux d'†Iberonepa romerali ont été découverts dans le  site espagnol de Las Hoyas (Cuenca, Castilla La Mancha), comprenant des adultes et des mues de juvéniles,.   
Un Stygeonepinae indéterminé a également été découvert à Auclaye Brickworks, un site anglais du Hauterivien.